# Кербунешть
Кербунешть, Кербунешті (рум. Cărbunești) — село у повіті Прахова в Румунії. Адміністративний центр комуни Кербунешть.
Село розташоване на відстані 87 км на північ від Бухареста, 34 км на північний схід від Плоєшті, 144 км на захід від Галаца, 67 км на південний схід від Брашова.

## Населення
За даними перепису населення 2002 року у селі проживали 1628 осіб, усі — румуни. Усі жителі села рідною мовою назвали румунську.